# Mercedes-Benz W 31
Der dreiachsige Geländewagen Mercedes-Benz G4 entstand als schwerer Geländewagen für die Wehrmacht im Jahre 1934. Nach dem ersten Versuch 1926 mit dem Typ G1 startete Daimler-Benz nun noch einen Anlauf. Das Modell trug die interne Baumusterbezeichnung W 31. Die Wagen waren als siebensitzige Tourenwagen oder geschlossene Limousinen ausgeführt. Wegen seines hohen Gewichtes von 3,7 Tonnen wurde der G4 vor allem zum Repräsentieren auf der Straße eingesetzt.

## Fahrzeugtechnik
Der W 31 ist ein dreiachsiger Wagen, dessen Karosserie auf einem Kastenprofilrahmen aufgebaut ist. Es gab zwei Karosserieausführungen, einen Tourenwagen und eine geschlossene Limousine. Der Wagen hat einen vorne längs eingebauten Reihenmotor, standardmäßig werden alle Achsen angetrieben (Achsformel 6×6); 12 Wagen wurden jedoch ohne zuschaltbaren Vorderachsantrieb ausgeliefert (Achsformel 6×4). Alle Achsen sind Starrachsen und rundum an längs montierten halbelliptischen Auslegerblattfedern aufgehängt, dabei teilen sich die Hinterräder einer Seite je ein Blattfederpaket. Auf die Räder sind Reifen der Größe 7,5–15 in (191–381 mm) aufgezogen, der W 31 hat rundum Einfachbereifung. Die Bremsanlage arbeitet hydraulisch mit Saugluftunterstützung und wirkt auf Trommelbremsen an allen Rädern. Daimler-Benz baute eine Schraubenspindellenkung ein.
Angetrieben wird der bis 1939 gebaute W 31 von einem flüssigkeitsgekühlten Achtzylinder-Reihenottomotor des Typs Daimler-Benz M 24 mit seitlicher Nockenwelle und hängenden Ventilen. Der Hubraum beträgt 5018 cm3, die Nennleistung ist mit 100 PS (74 kW) angegeben. Das Drehmoment wird über eine Einscheibentrockenkupplung und ein teilsynchronisiertes (II–IV) Vierganggetriebe mit Vorgelege an die Achsen übertragen. Die Achsdifferentiale sind sperrbar. Die Höchstgeschwindigkeit liegt bei 67 km/h.

## Geschichte

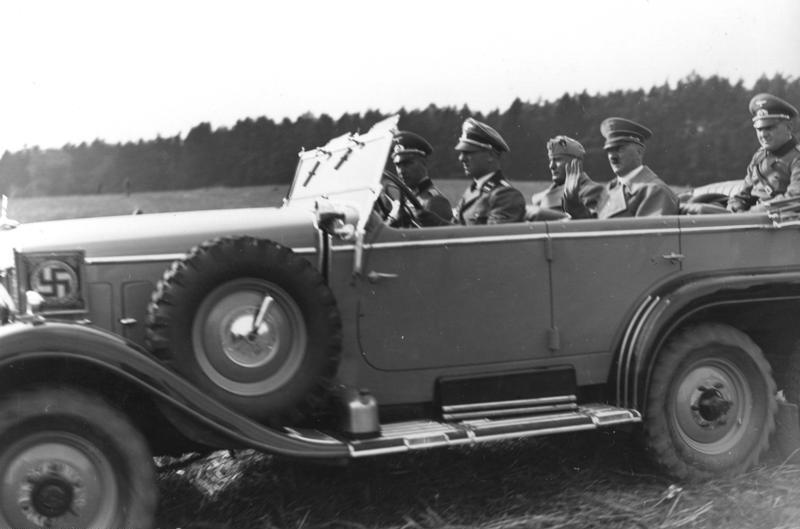
Hitler und Mussolini mit Fahrer Friedrich Hoßbach bei einem Wehrmachtsmanöver in Mecklenburg und Pommern im September 1937

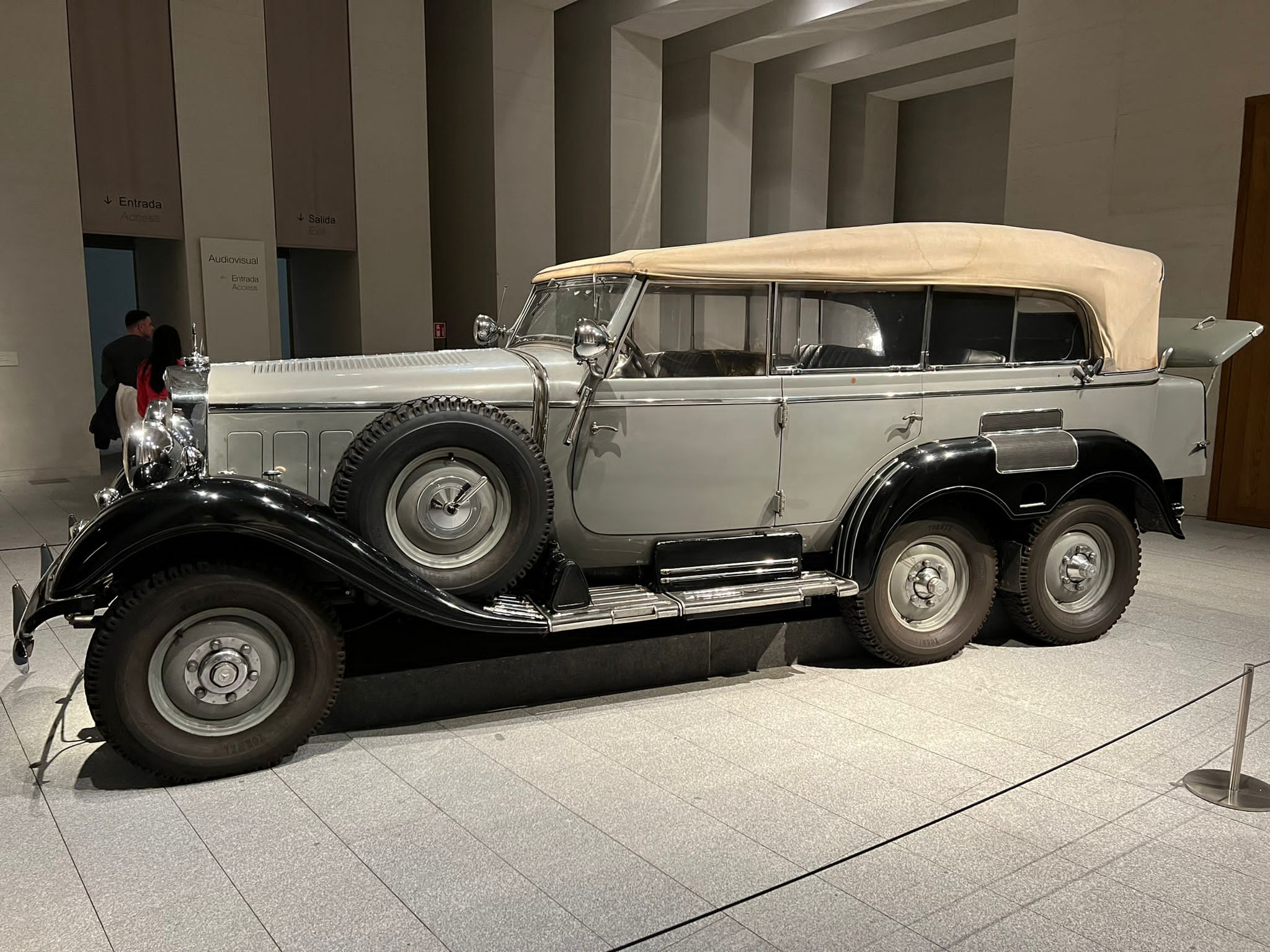
Mercedes-Benz G4 von General Franco

Der W 31 wurde ursprünglich für militärische Zwecke entwickelt, seine hohe Masse von mehr als 3500 kg und sein hoher Preis machten ihn jedoch als Militärfahrzeug wenig geeignet. Insgesamt wurden nur 57 Stück gebaut, lediglich elf davon wurden an die Wehrmacht geliefert. Eingesetzt wurde der W 31 zum Chauffieren ranghoher Politiker des NS-Regimes in Manövergelände und bei Besuchen besetzter Länder und rückwärtiger Frontgebiete.
Ab 1937 wurde ein stärkerer Motor eingebaut. Er hatte 5252 cm³ Hubraum und leistet 115 PS (84,5 kW). Die Fahrleistungen blieben – begrenzt durch die Bauart der Geländereifen – gleich. 1937 und 1938 wurden 16 Fahrzeuge gebaut.
1938 gab es einen noch größeren Motor. Er hatte 5401 cm³ Hubraum, liefert aber nur 110 PS (81 kW). Nachdem die Reichskanzlei einige Fahrzeuge für Adolf Hitler und seinen Stab orderte – eingesetzt als Kommandeurswagen zum Beispiel bei der Besetzung Österreichs und der Annexion der sogenannten Rest-Tschechei – konnte Daimler-Benz im letzten Produktionsjahr 1939 nochmals 30 Wagen absetzen.
Von den 57 Wagen existieren noch mindestens drei im authentischen Zustand, davon einer im Auto- und Technikmuseum Sinsheim (Deutschland). Ein weiterer G4, ursprünglich ein Geschenk Hitlers an General Francisco Franco, befindet sich in der Automobilsammlung des spanischen Königshauses.
Ein weiterer befindet sich in Hollywood. In der Serie Ein Käfig voller Helden erscheint er im Vorspann und auch in einigen Szenen der Serie. Dieses Fahrzeug kommt auch in anderen Hollywoodfilmen, hauptsächlich in Kriegsfilmen, vor.

## Technische Daten
| Mercedes-Benz             | G4 (1934–36)                                              | G4 (1937–38)                                              | G4 (1938–39)                                              |
| ------------------------- | --------------------------------------------------------- | --------------------------------------------------------- | --------------------------------------------------------- |
| Motor                     | 8-Zylinder-Reihenmotor (Viertakt), vorne längs            | 8-Zylinder-Reihenmotor (Viertakt), vorne längs            | 8-Zylinder-Reihenmotor (Viertakt), vorne längs            |
| Hubraum                   | 5018 cm³                                                  | 5252 cm³                                                  | 5401 cm³                                                  |
| Bohrung × Hub             | 86 × 108 mm                                               | 88 × 108 mm                                               | 88 × 111 mm                                               |
| Leistung bei 1/min        | 74 kW (100 PS) bei 3400                                   | 85 kW (115 PS) bei 3400                                   | 81 kW (110 PS) bei 3400                                   |
| Max. Drehmoment bei 1/min | ca. 283 Nm bei 1400                                       | ca. 284,5 Nm bei 1400                                     | -/-                                                       |
| Verdichtung               | 5,6:1                                                     | 5,6:1                                                     | 5,2:1                                                     |
| Gemischaufbereitung       | 1 Doppelvergaser Solex 40 MMDVS                           | 1 Doppelvergaser Solex 40 MMDVS                           | 1 Doppelvergaser                                          |
| Ventilsteuerung           | 1 seitliche Nockenwelle, Antrieb über Stirnräder          | 1 seitliche Nockenwelle, Antrieb über Stirnräder          | 1 seitliche Nockenwelle, Antrieb über Stirnräder          |
| Kühlung                   | Wasserkühlung                                             | Wasserkühlung                                             | Wasserkühlung                                             |
| Getriebe                  | 4-Gang-Schaltgetriebe ZF-Aphon G 35 mit Vorgelege         | 4-Gang-Schaltgetriebe ZF-Aphon G 35 mit Vorgelege         | 4-Gang-Schaltgetriebe ZF-Aphon G 35 mit Vorgelege         |
| Angetriebene Räder        | alle vier Hinterräder                                     | alle vier Hinterräder                                     | alle vier Hinterräder                                     |
| Radaufhängung vorn        | Starrachse, Halbfedern                                    | Starrachse, Halbfedern                                    | Starrachse, Halbfedern                                    |
| Radaufhängung hinten      | 2 Starrachsen, auf jeder Seite je 1 Halbfeder für 2 Räder | 2 Starrachsen, auf jeder Seite je 1 Halbfeder für 2 Räder | 2 Starrachsen, auf jeder Seite je 1 Halbfeder für 2 Räder |
| Lenkung                   | Schraubenspindellenkung                                   | Schraubenspindellenkung                                   | Schraubenspindellenkung                                   |
| Spurweite vorn/hinten     | 1620/1570/1570 mm                                         | 1620/1570/1570 mm                                         | 1620/1570/1570 mm                                         |
| Radstand                  | 1./2. Achse/2./3. Achse/1./3. Achse 3100/950/4050 mm      | 1./2. Achse/2./3. Achse/1./3. Achse 3100/950/4050 mm      | 1./2. Achse/2./3. Achse/1./3. Achse 3100/950/4050 mm      |
| Abmessungen               | 5360–5720 × 1870 × 1900 mm                                | 5360–5720 × 1870 × 1900 mm                                | 5360–5720 × 1870 × 1900 mm                                |
| Wendekreis                | 17 m                                                      | 17 m                                                      | 17 m                                                      |
| Leergewicht               | 3550 kg                                                   | 3550 kg                                                   | 3550 kg                                                   |
| Höchstgeschwindigkeit     | 67 km/h (reifenbedingt)                                   | 67 km/h (reifenbedingt)                                   | 67 km/h (reifenbedingt)                                   |
| Verbrauch (L/100 km)      | 28 (Straße) / 38 (Gelände)                                | 28 (Straße) / 38 (Gelände)                                | 28 (Straße) / 38 (Gelände)                                |
| Stückzahl                 | 11                                                        | 16                                                        | 30                                                        |